# U-Bahnhof Paraíso

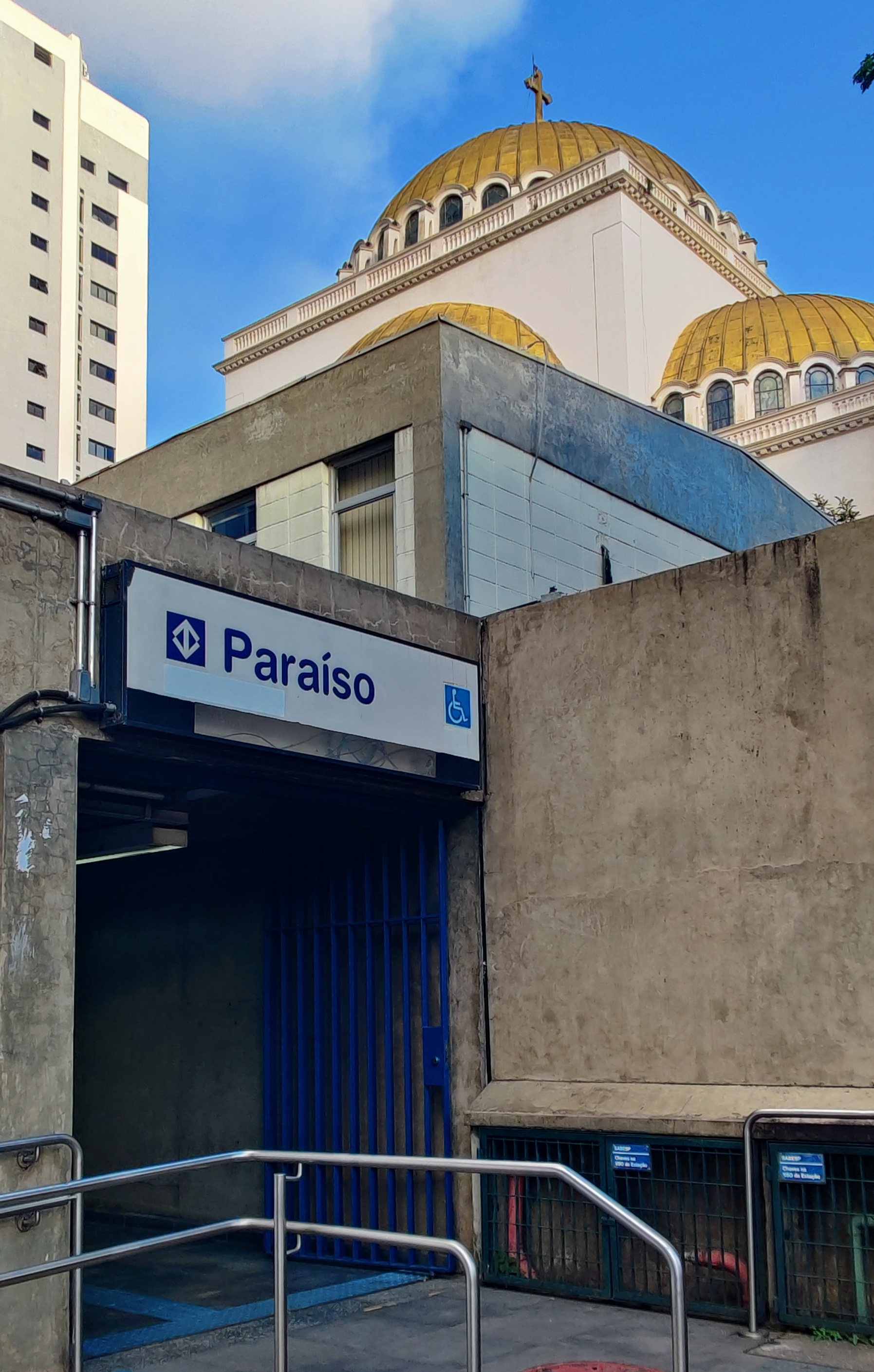
Einer der Zugänge zum U-Bahnhof Paraíso – im Hintergrund die Kuppel der Orthodoxen Kathedrale von São Paulo

Paraíso ist ein U-Bahnhof der Linha 1-Azul und Linha 2-Verde der Metrô São Paulo, des U-Bahn-Netzes der brasilianischen Metropole São Paulo.
Der unterirdische Bahnhof befindet sich unterhalb des Platzes Praça Rodigues de Abreu (auch Praça Santa Generosa) zwischen den beiden Straßen Avenida 23 de Maio und Rua Vergueiro im Stadtteil Paraíso und Distrikt Vila Mariana. Der U-Bahnhof der Linha 1-Azul wurde am 17. Februar 1975 eröffnet, seit dem 25. Januar 1991 halten auch Züge der Linha 2-Verde an dem Bahnhof. Ein ursprünglich geplanter Abzweing in Richtung Moema wurde zwar in der Planung und Bau des U-Bahnhofes zwar mitbedacht, wurde inzwischen jedoch verworfen.
Die Nachbarbahnhöfe entlang der Linha 1-Azul sind Ana Rosa (in Richtung Süden) und Vergueiro (in Richtung Norden). Die Nachbarbahnhöfe entlang der Linha 2-Verde sind ebenfalls Ana Rosa (in Richtung Süden) und Brigadeiro (in Richtung Nordwesten).

## Geschichte

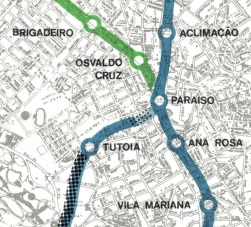
Der U-Bahnhof Paraíso war in der Metrô-Machbarkeitsstudie von 1968 des Baukonsortiums HMD als einer der zentralen Umsteigepunkte des Metrô-Netzes geplant – die Nord-Süd-Linie (heute Linie 1), die Ost-West-Linie (heute Linie 2), sowie ein Abzweig nach Moema.

### Vorplanungen
Der U-Bahnhof Paraíso wurde im Rahmen des „HMD-Plans“ von 1968 (siehe Kartenausschnit rechts) – der ersten Machbarkeitsstudie für die Metrô São Paulo des Bau-Konsortiums der Unternehmen Hochtief, Montreal und Deconsult – als Umsteigebahnhof konzipiert, der zwei bedeutende Metrô-Linien der Stadt São Paulo miteinander verbinden sollte: die Nord-Süd-Linie (Santana–Jabaquara, heute Linha 1-Azul) und die geplante Ost-West-Linie (Vila Madalena–Paulista, heute Linha 2-Verde). Zudem war ein Abzweig in Richtung des Stadtteils Moema vorgesehen. Die komplexe räumliche Überlagerung der Linien sollte maßgeblich die architektonische Gestaltung des Bahnhofs bestimmen. Südlich des U-Bahnhofs sollte eine direkte Gleisverbindung zwischen den beiden Hauptstrecke (Linie 1 und 2) entstehen.

Der ursprüngliche Entwurf des Architekten Marcello Fragelli sah einen Bahnhof mit sieben Ebenen vor: Die Bahnsteige der Nord-Süd-Linie in Richtung Jabaquara sowie der zukünftigen Linie 2–Verde sollten auf einer oberen Ebene verlaufen, während die Gleise der Nord–Süd-Linie in Richtung Santana und der Moema-Zweig auf einer tieferen Ebene untergebracht werden sollten. Diese komplexe Struktur hätte einen Aushub für eine Gesamtgeschlosse von etwa 11.200 m² Fläche und einer Tiefe von über 25 m benötigt. Die Umsteigeströme sollten über mehrere Verbindungsgänge und Rolltreppen organisiert werden.

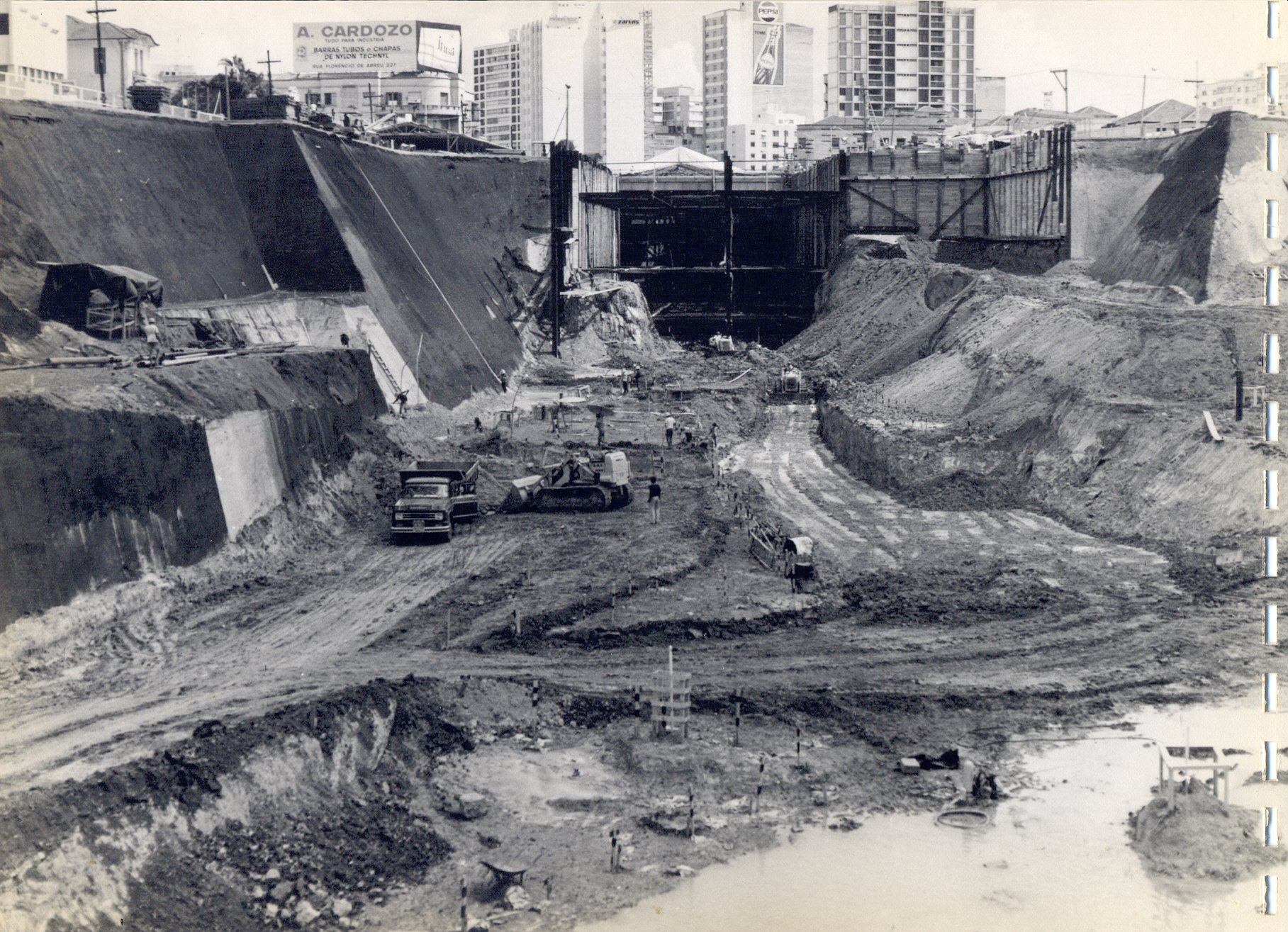
Bau des U-Bahnhofes Paraíso (1972)

Fragelli selbst schreibt in seinen architektonischen Memoiren:

„Das Projekt war kompliziert, denn zwei Linien trafen sich in einer Kurve, fast tangential, mit dem Bahnsteig dazwischen. Die eine war die Nord-Süd-Linie – heute Linha Azul –, die andere die zukünftige Linha Verde, die von der Station Vila Mariana bis nach Vila Madalena führen und unter der Avenida Paulista verlaufen sollte. In dieser Station sollte die Strecke nach Moema abzweigen, sich entlang der Avenida 23 de Maio fortsetzen und unter dem Ibirapuera-Park hindurchführen. Es fiel mir schwer, ein Entwurf zu schaffen, das all diesen Vorgaben Struktur verlieh.“

In dem Zusammenhang plante Fragelli eine großzügigen Zugangsvorplatz zwischen der Avenida 23 de Maio, der Rua Vergueiro und der Avenida Bernardino de Campos. Eine gestufte Platzgestaltung sollte eine fließende Verbindung zwischen Straßenraum und U-Bahnhof ermöglichen. Ein vergleichbarer architektonische Ansatz ist auch in anderen Bahnhöfen des HMD-Konsortiums erkennbar, u. a. Sé, Liberdade und São Bento.

### Planänderungen und Bau

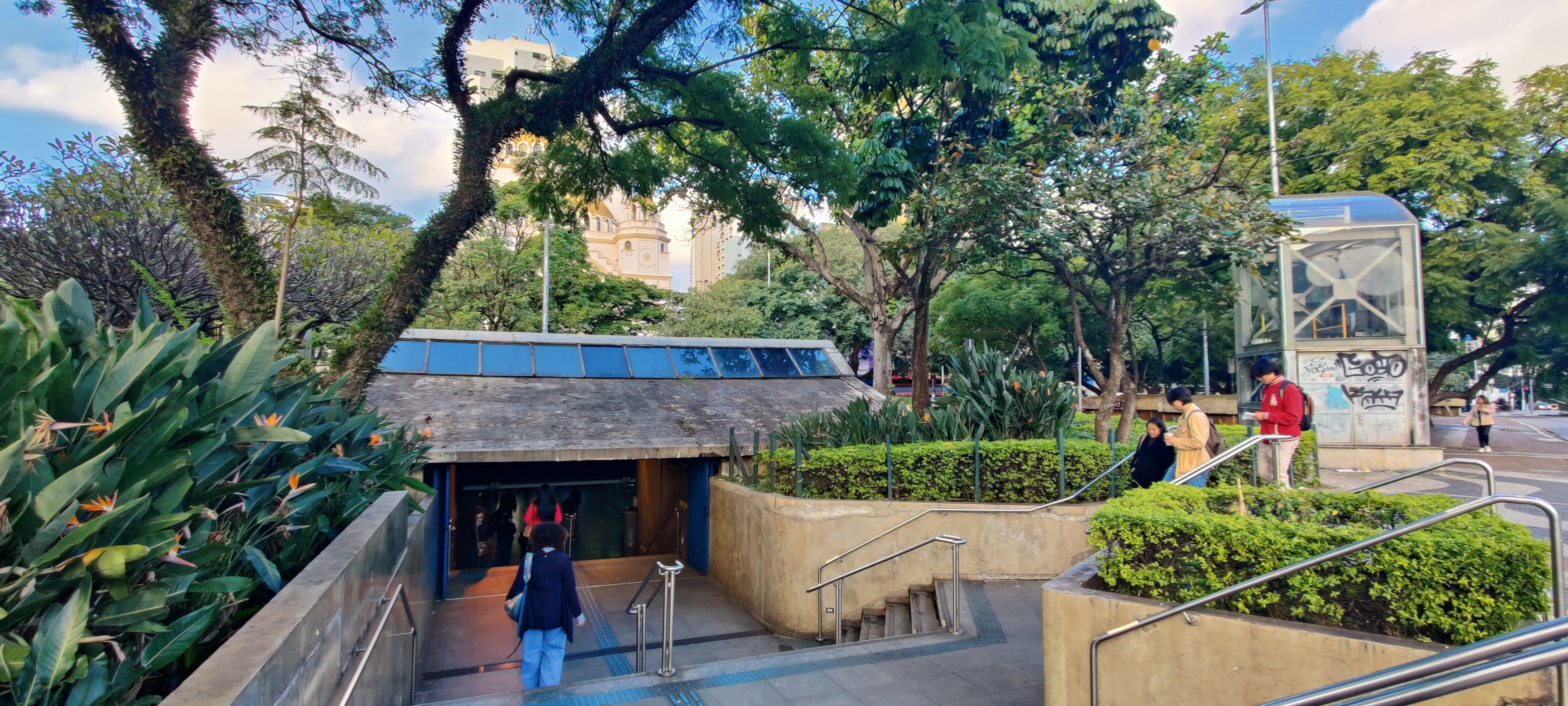
Der Hauptzugang zum U-Bahnhof Paraíso befindet sich auf der Praça Santa Generosas, umgeben von drei Straßen (Avenida 23 de Maio, Rua Vergueiro, Rua Bernadino de Campos)

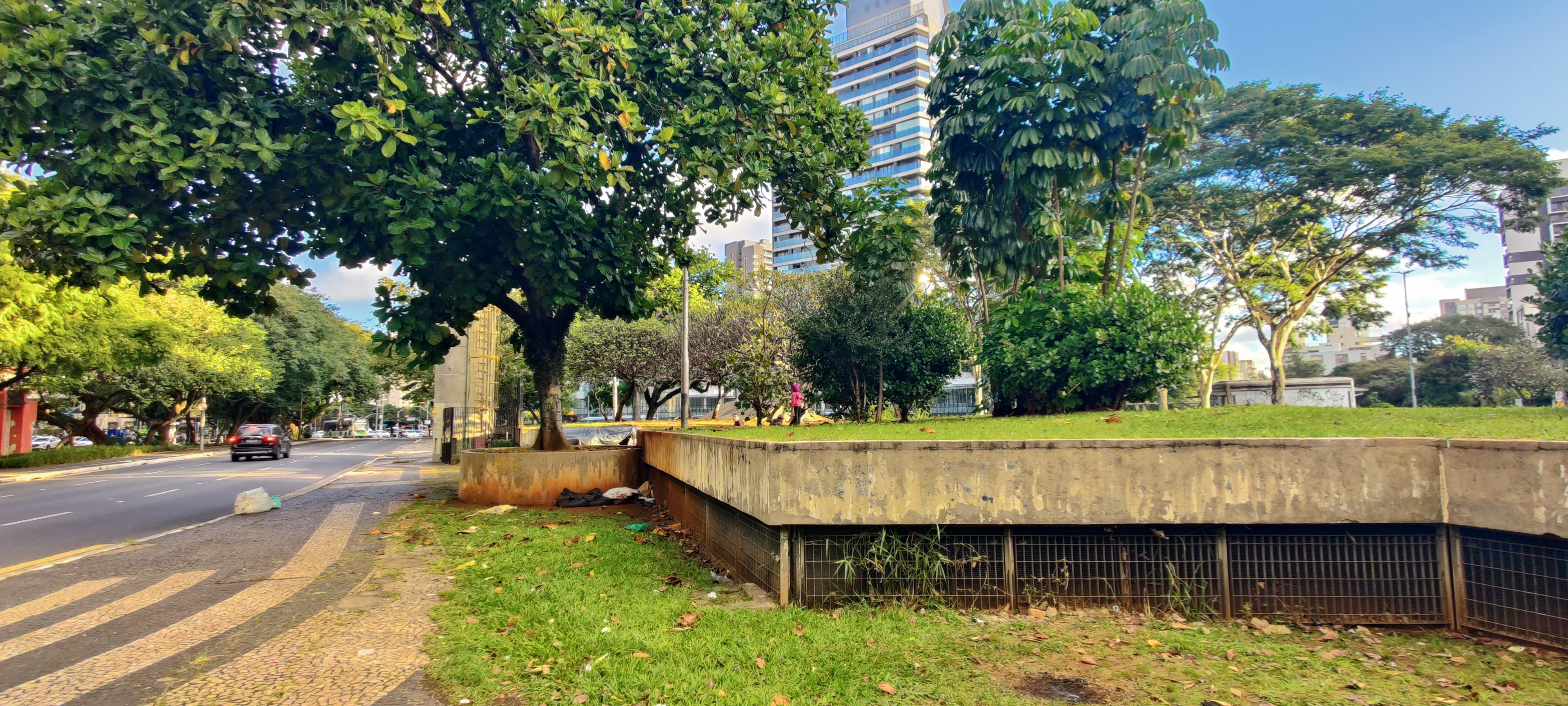
Erhöhte Beete ermöglichen Licht- und insbesondere Luftzufuhr unterhalb des Pflanzkastens für den U-Bahnhof

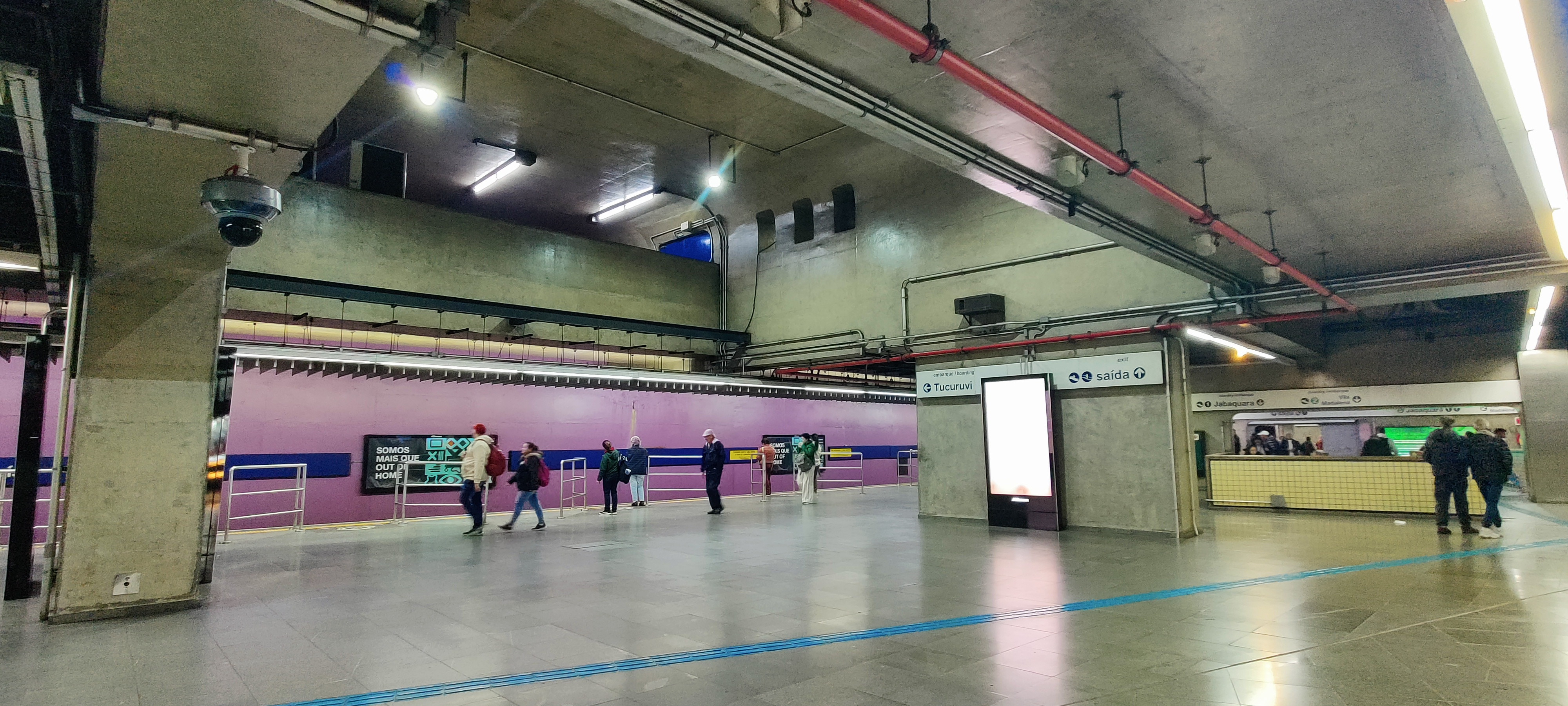
Auf der Ebene −1 halten die Züge der Linie 1-Blau in Richtung Tucuruvi

Ein zweiter Vorentwurf, ausgearbeitet vom Architekten Flávio Pastore, reagierte auf geänderte Streckenverläufe und veränderte Höhenprofile der Metrô-Planungen. Statt der ursprünglich vorgesehenen Vielzahl an Pfeilern wurde eine Lösung mit tragenden Wänden gewählt, durch die sich die Linienachsen in einem buchähnlich gefalteten Winkel kreuzten. Diese Überarbeitung hatte weitreichende Auswirkungen auf die innere Struktur des geplantes U-Bahnnhofes Fragellis, zum Teil auf Kosten der ursprünglichen architektonischen Klarheit.
Im Zuge der späteren Projektanpassungen wurde das komplexe siebenstöckige Layout des Bahnhofes stark vereinfacht: Die Zahl der Ebenen wurde von sieben auf drei reduziert, und die Tiefenlage der Bahnsteige um mehr als zehn Meter verringert. Der große Zugangsvorplatz aus dem ursprünglichen Vorentwurf wurde bis zur Ausführungsplanung neu konfiguriert. Mit der Verringerung der Höhenunterschiede zwischen Bahnsteigen und Oberfläche wurden die Zwischengeschosse aufgegeben und nur ein Zugang zur Avenida Bernardino de Campos hin beibehalten. Einer der Zugänge auf der Westseite wurde durch zwei Zugänge auf der Ostseite ersetzt, in der Nähe der orthodoxen Kathedrale. Der Platz erhielt Ende der 1980er Jahre ein Landschaftskonzept des Büros Roberto Burle Marx. Der Entwurf umfasst eine Pflasterung und gestufte Bepflanzung – ein Versuch, die durch den U-Bahnbau und die Umgestaltung der Avenidas entstandenen Flächen aufzuwerten. Die Lösungen für Beleuchtung und Belüftung der Station sowie für den Zugang technischer Anlagen führten zur Errichtung von Türmen und mehreren erhöhten Beeten. Diese rund 1,5 m hohen Beete ermöglichen Licht- und insbesondere Luftzufuhr unterhalb des Pflanzkastens.
Mit dem Bau der Linha 1–Azul in den 1970er Jahren wurden bereits räumliche Vorkehrungen für die spätere Einbindung der Linha 2–Verde getroffen. Auch rund 500 m Tunnel in Richtung Avenida Paulista wurden bereits vorab gebaut. Städtebaulich entstand durch den Bau der Metro und der Schnellstraße Avenida 23 de Maio ein schwierig nutzbares Restgelände entlang eines langgestreckten Hangs. Ein innovatives Urbanisierungsmodell der Stadtplanungsgesellschaft EMURB, das eine gemischte Nutzung durch öffentliche und private Akteure vorsah, wurde später verworfen. Stattdessen wurde im südlichen Abschnitt das heutige Centro Cultural São Paulo errichtet.
Die erste Strecke der Nord-Süd-Linie der Metrô São Paulo (heute Linie 1-Blau) wurde am 14. September 1974 zwischen den Bahnhöfen Jabaquara und Vila Mariana eröffnet. Wenige Monate später, am 17. Februar 1975, erfolgte die Eröffnung der Verlängerung in Richtung Norden, und damit die Eröffnung der neuen U-Bahnhof Ana Rosa, Paraíso, Vergueiro, São Joaquim und Liberdade.
Der Bahnhofsname „Paraíso“ bezieht sich auf den gleichnamigen Stadtteil, in dem sich der U-Bahnhof befindet. Dessen Namen stammt wiederum vom früheren Namen der Praça Osvaldo Cruz, „Largo do Paraíso“.

### Anbindung der Linha 2-Verde

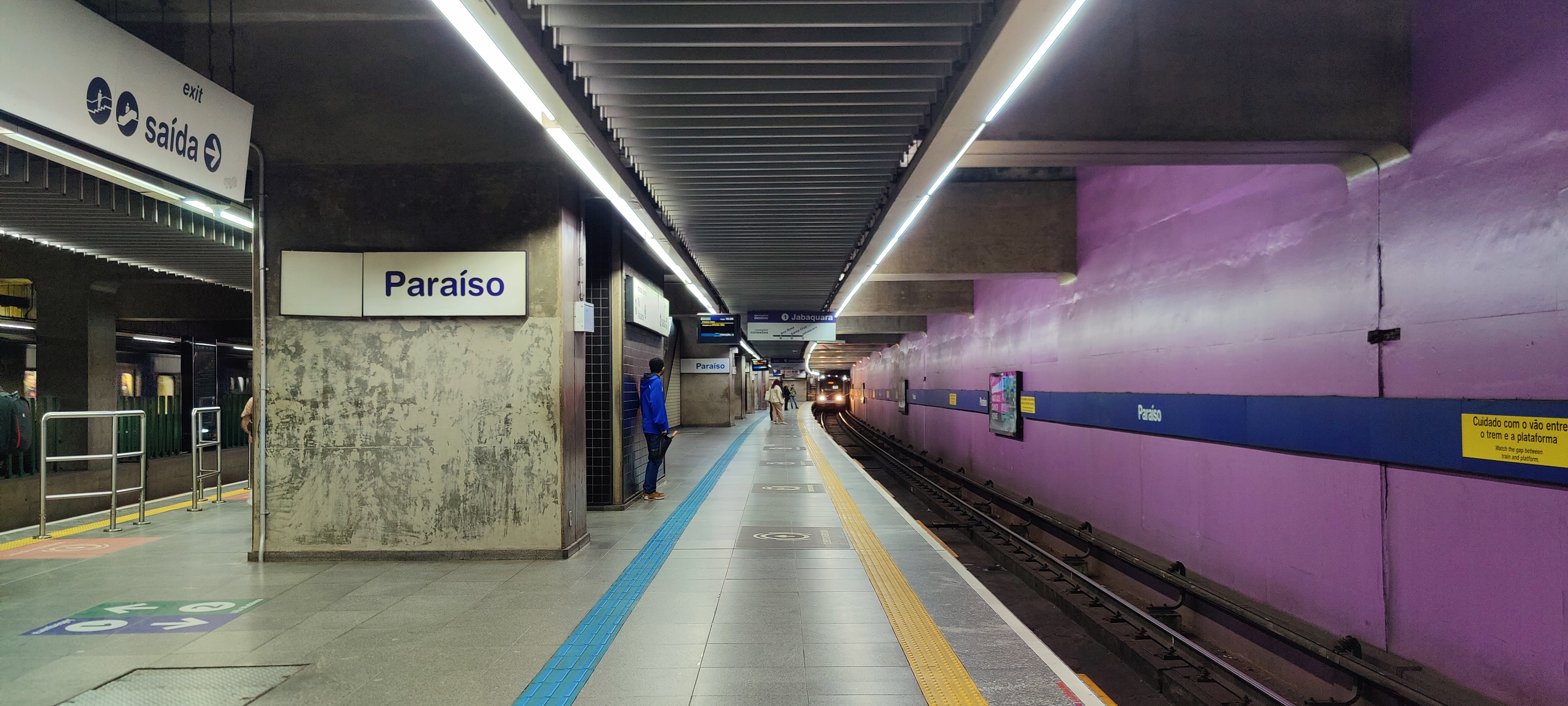
Mittelbahnsteig auf Ebene −2 des U-Bahnhofs Paraíso: Links halten Zügen der Linie 2-Grün nach Vila Madalena, rechts Züge der Linie 1-Blau in Richtung Jabaquara

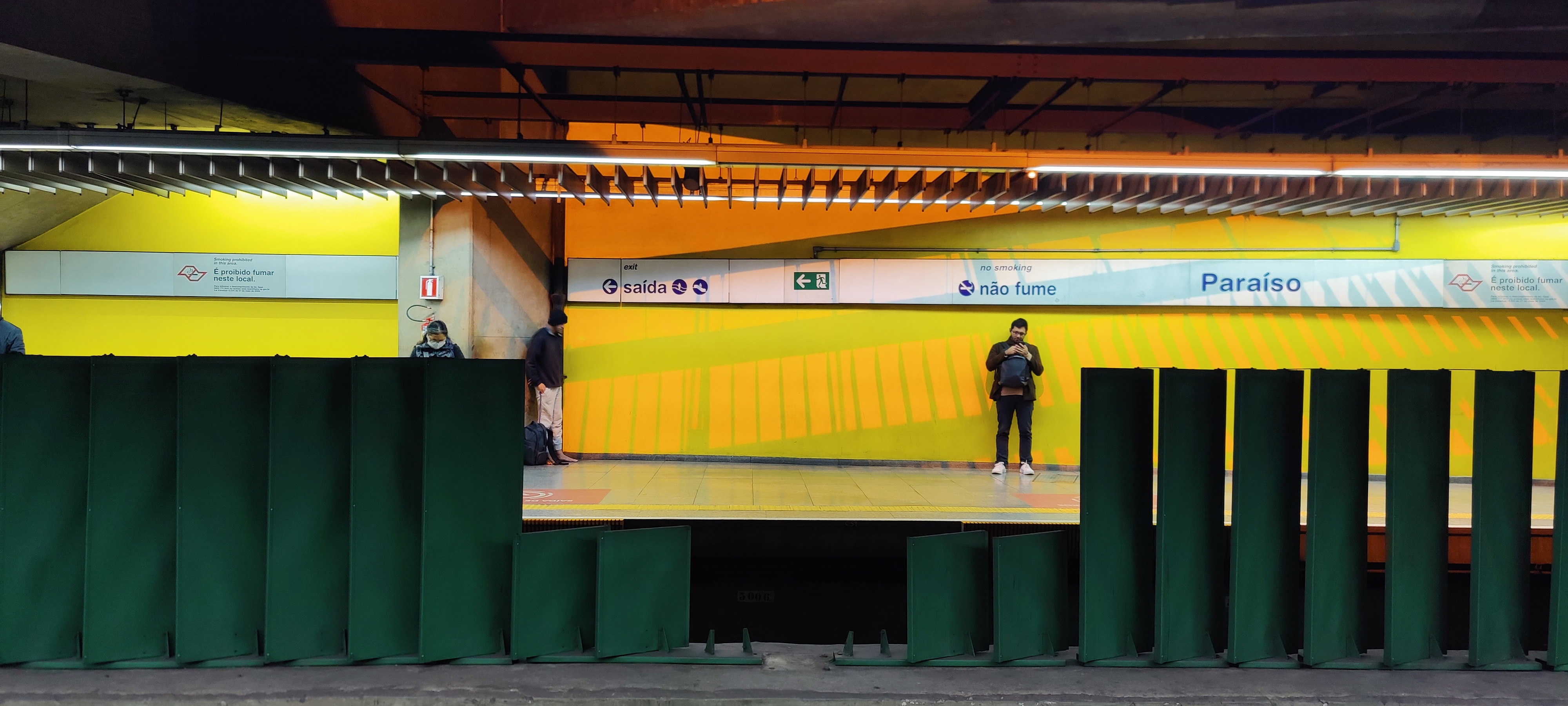
Blick auf den Seitenbahnsteig der Linie 2-Grün, an dem die Züge in Richtung Vila Prudente halten

Nach einigen Verzögerungen beim weiteren Ausbau des Metrô-Netzes – vor allem aus finanziellen und sozio-ökonomischen Gründen – begann 1987 zelebriert mit großem Pomp vom Gouverneur des Bundesstaates São Paulo, Orestes Quércia, der Bau der „Paulista-Linie“ (auch Ost-West-Linie, heute Linha 2-Verde). Trotz zahlreicher finanzieller wie konstruktiver Schwierigkeiten beim Bau, konnten die ersten Bahnhöfe der neuen Linie zwischen Consolação und Paraíso – namentlich Consolação, Trianon-Masp, Brigadeiro und Paraíso selbst – am 25. Januar 1991 eröffnet werden. Ein Jahr später, am 12. September 1992, konnte die Strecke um jeweils eine Station an beiden Enden – Ana Rosa und Clínicas – erweitert werden. Mit der Anbindung des U-Bahnhofes Paraíso an die Linha 2-Verde wurden einige Tunnelwände des Bahnhofes gestrichen, andere mit Keramik verkleidet – wodurch die Station ihre vormalige gestalterische Einheit verlor.
Heute gilt der U-Bahnhof Paraíso aufgrund seiner parallelen und höhenversetzten Linienführungen als eine der effizientesten Umsteigestationen im Netz. Die Anordnung von Mittel- und Seitenbahnsteigen erlaubt kurze Wege und Umsteigebeziehungen zwischen den Linien 1 und 2: Besonders relevant sind dabei in den Stoßzeiten die Umsteigebewegungen von der Linie 1 Richtung Tucuruvi zur Linie 2 Richtung Vila Madalena am Morgen sowie von der Linie 2 Richtung Vila Prudente zur Linie 1 Richtung Tucuruvi am Nachmittag. Diese Umsteigebeziehungen spielen eine zentrale Rolle im Netz der Metrô São Paulo und umfahren das „Umsteigetrapez“ zwischen den Stationen Paraíso, Paulista/Consolação (Linien 2 und 4), Sé (Linie 1 und 3) und República (Linie 3 und 4).
Im Jahr 2023 nutzten durchschnittlich 91.000 Fahrgäste pro Werktag die Linie 1 am U-Bahnhof Paraíso bzw. 61.000 Fahrgästen die Linie 2, womit der Bahnhof zu den am meisten genutzten der beiden Linien gehört.

### Kunst

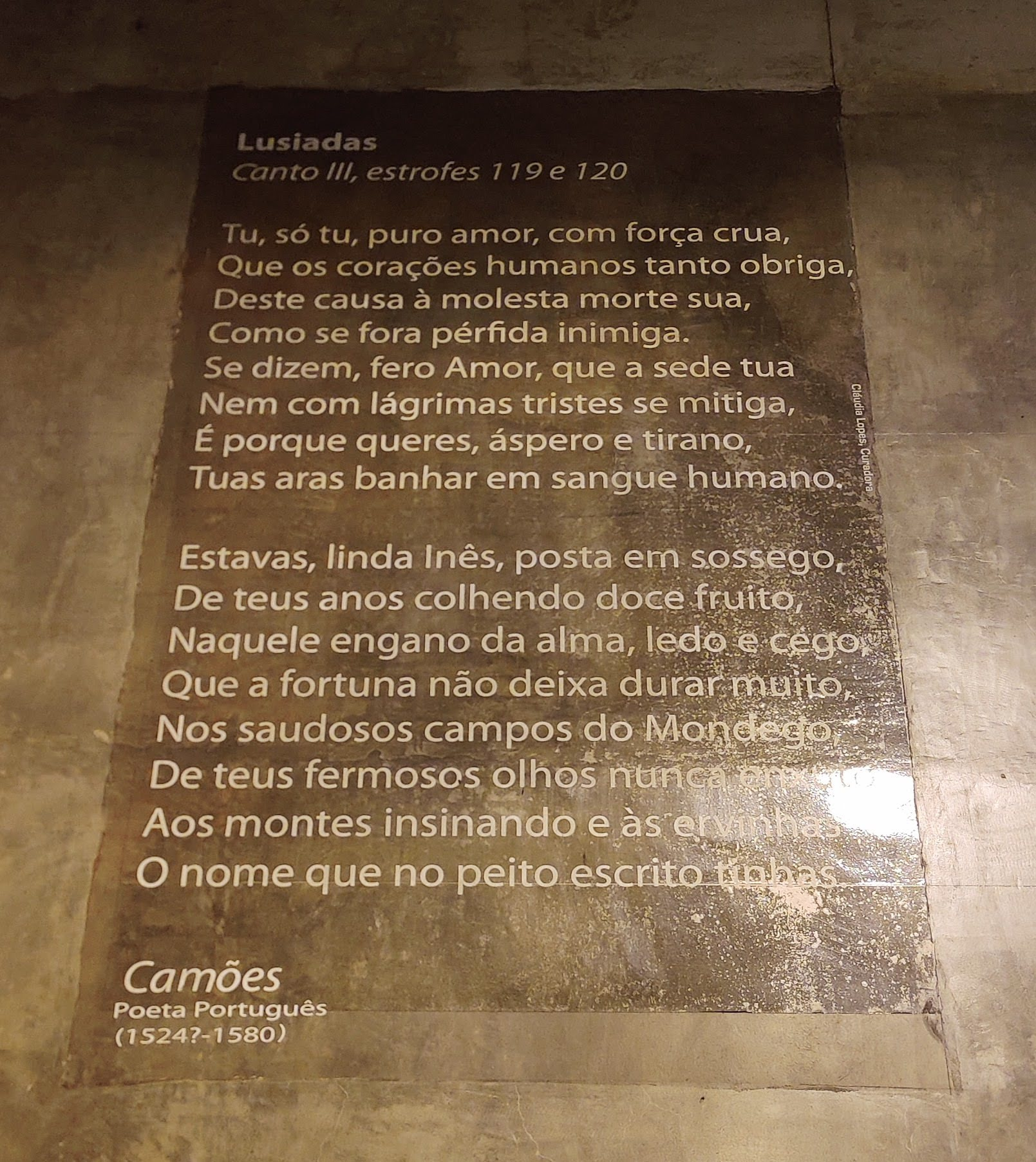
Neben den acht Kunstwerken sind im U-Bahnhof auch Gedichte bzw. literarische Auszüge angebracht, hier die Strophen 119 und 120 des dritten Gesangs der Lusiaden von Luís de Camões

1988 rief die Betreibergesellschaft der Metrô von São Paulo (Companhia do Metropolitano de São Paulo) das Programm „Arte no Metrô“ (Kunst in der Metrô) ins Leben. Mit Unterstützung einer Beratungskommission, der Vertreter verschiedener Kunstinstitutionen São Paulos angehörten, wurden Künstlerinnen und Künstler beauftragt, Werke zu schaffen, die dauerhaft in den U-Bahnhöfen der Stadt ausgestellt werden sollten. Das erste Kunstwerk – eine Marmorstatue in Form eines dreidimensionalen Sterns mit dem Titel Equilíbrio des Künstlers Renato Brunello – wurde 1989 aufgestellt. 1990/91 kamen sechs Wandbilder der Künstlerin Odiléa Toscano hinzu, deren Werke auch in anderen U-Bahnhöfen São Paulos (u. a. São Bento) ausgestellt sind. 1995 wurde das Werk „O Paraíso“, ein Gedicht der Künstlerin Betty Milan, am Haupteingang des U-Bahnhofes angebracht. Es referenziert Brasilien als das von Portugiesen aufgesuchte „Paradies“.
Die folgende Liste umfasst alle im U-Bahnhof Paraíso ausgestellten bzw. angebrachten Kunstwerke:
- Equilíbrio [Gleichgewicht], von Renato Brunello, Statue (1989), Marmor (1,40 × 1,60 m; 1000 kg), Zwischengeschoss (−1)[8]
- Raios de Sol [Sonnenstrahlen], von Odiléa Toscano, Malerei auf Beton (1990/1991), Acrylfarbe (4,40 × 4,00 m), Zugang/Treppenaufgang zur Orthodoxen Kathedrale[9]
- Sem Título (Mural 2) [Ohne Titel (Wandbild 2)], von Odiléa Toscano, Malerei auf Beton (1990/1991), Acrylfarbe (2,50 × 11,70 m), Zugang/Treppenaufgang zur Orthodoxen Kathedrale[9]
- Sem Título (Mural 3) [Ohne Titel (Wandbild 3)], von Odiléa Toscano, Malerei auf Beton (1990/1991), Acrylfarbe (2,30 × 9,30 m), Zugang/Treppenaufgang zum Prédio Brahma[9]
- Sem Título (Mural 4) [Ohne Titel (Wandbild 4)], von Odiléa Toscano, Malerei auf Beton (1990/1991), Acrylfarbe (585,30 × 6,60 m), Zugang/Treppenaufgang zum  Viaduto Santa Generosa[9]
- Sem Título (Mural 5) [Ohne Titel (Wandbild 5)], von Odiléa Toscano, Malerei auf Beton (1990/1991), Acrylfarbe (3,20 × 33,00 m), Zwischengeschoss (−1)[9]
- Sem Título (Mural 6) [Ohne Titel (Wandbild 6)], von Odiléa Toscano, Malerei auf Beton (1990/1991), Acrylfarbe (1,60 m × 9,90 m × 4,00 m), Übergang Zwischengeschoss/Bahnsteig Linie 2[9]
- O Paraíso [Das Paradies], von Betty Milan, an Wand angebrachte Blockbuchstaben (1995), verzinktes Blech mit goldfarbener Metallic-Farbe (4,00 × 5,00 m), Hauptzugang zum U-Bahnhof an der Praça Santa Generosa (−1)[10]

Kunstwerke im U-Bahnhof Paraíso (Auswahl)
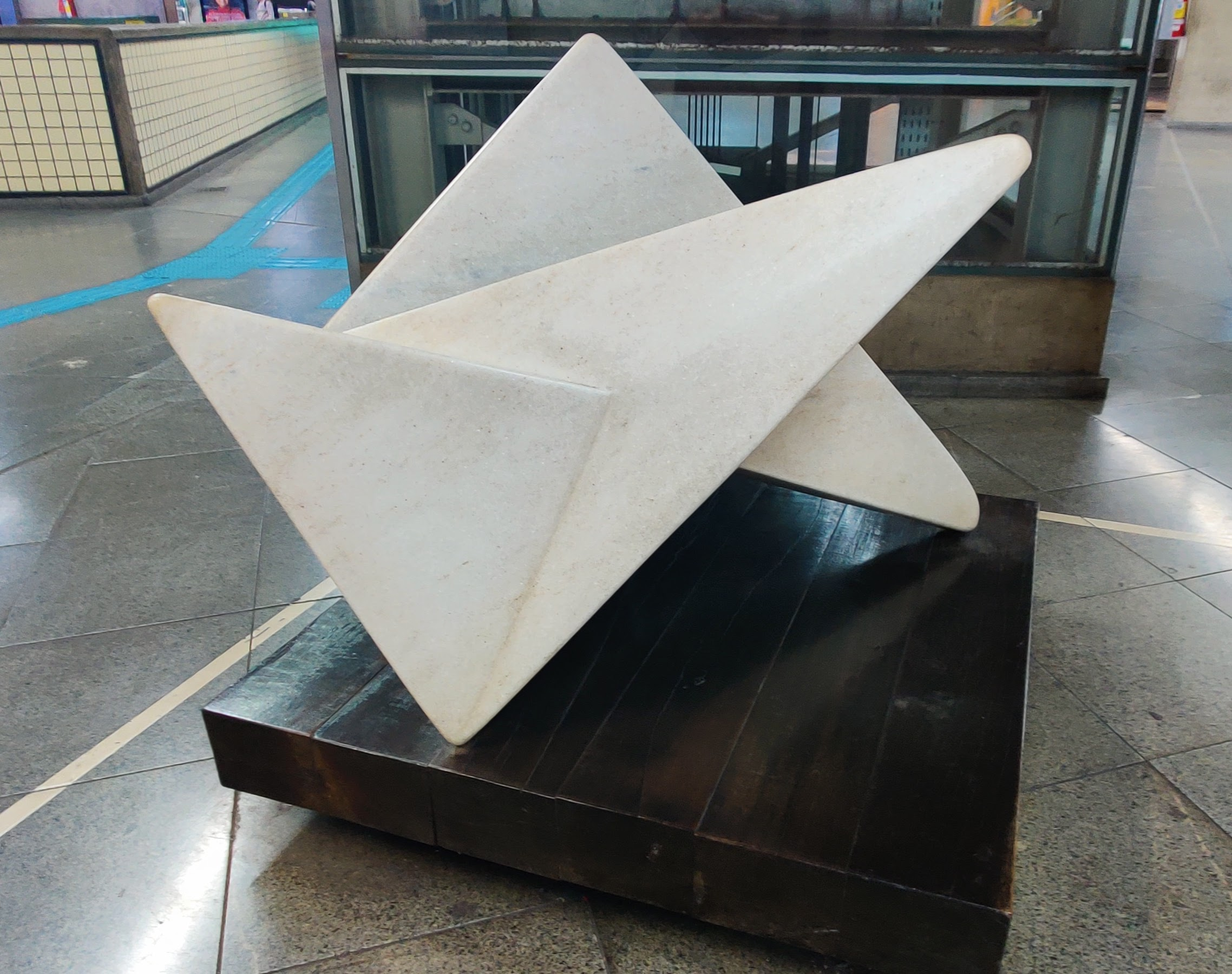
Equilíbrio von Renato Brunello
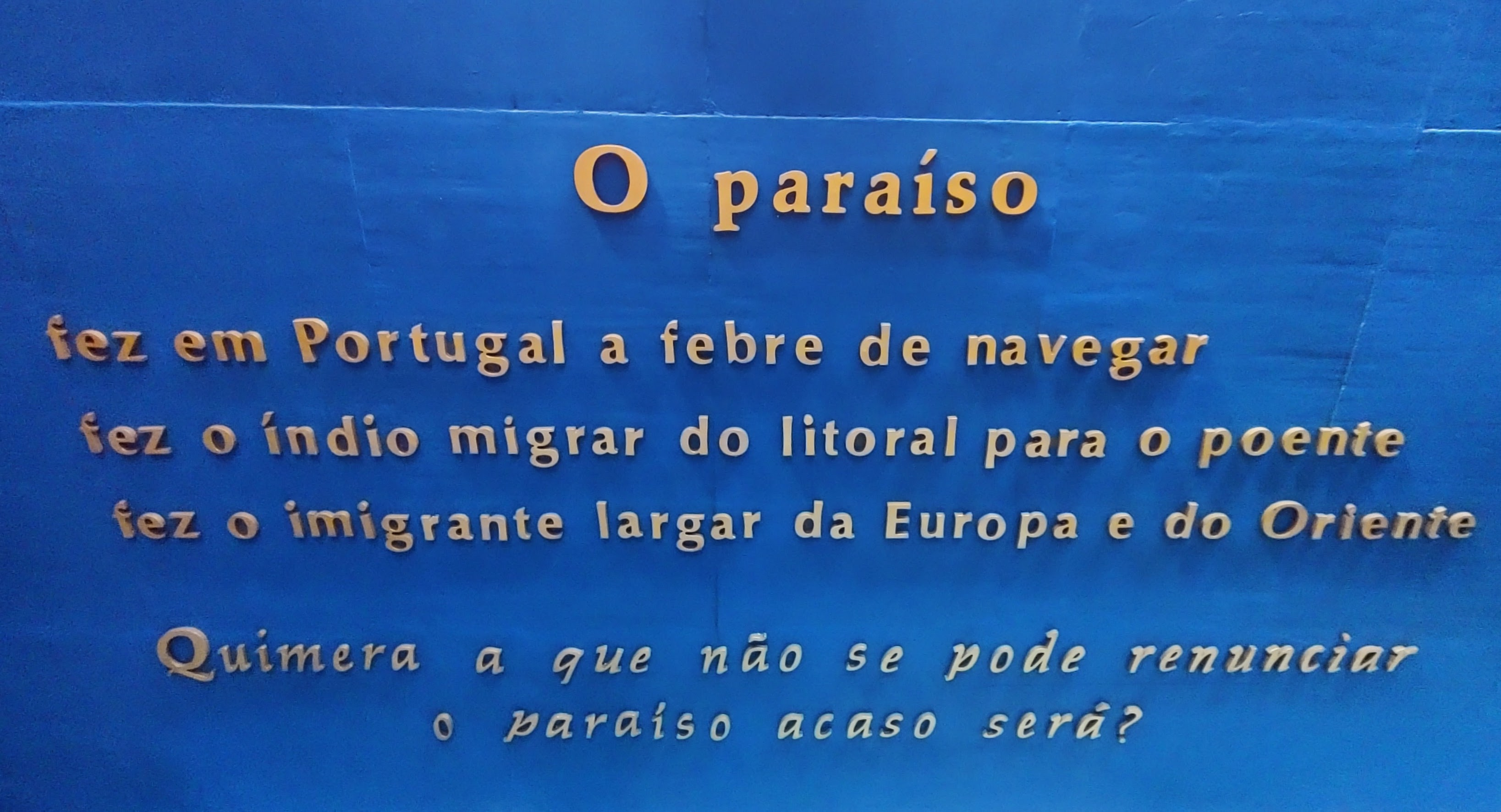
O Paraíso von Betty Milan
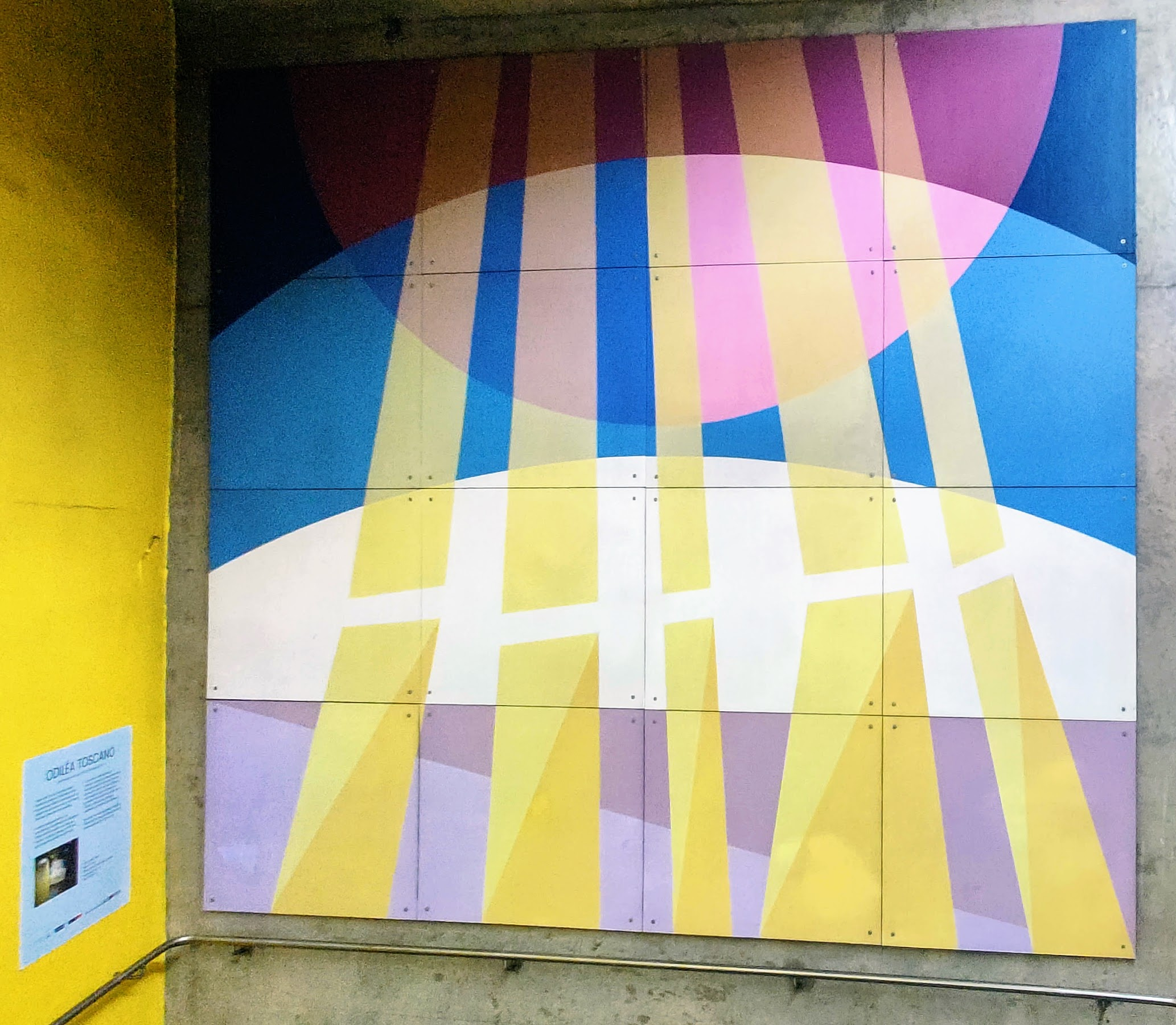
Raios de Sol von Odiléa Toscano
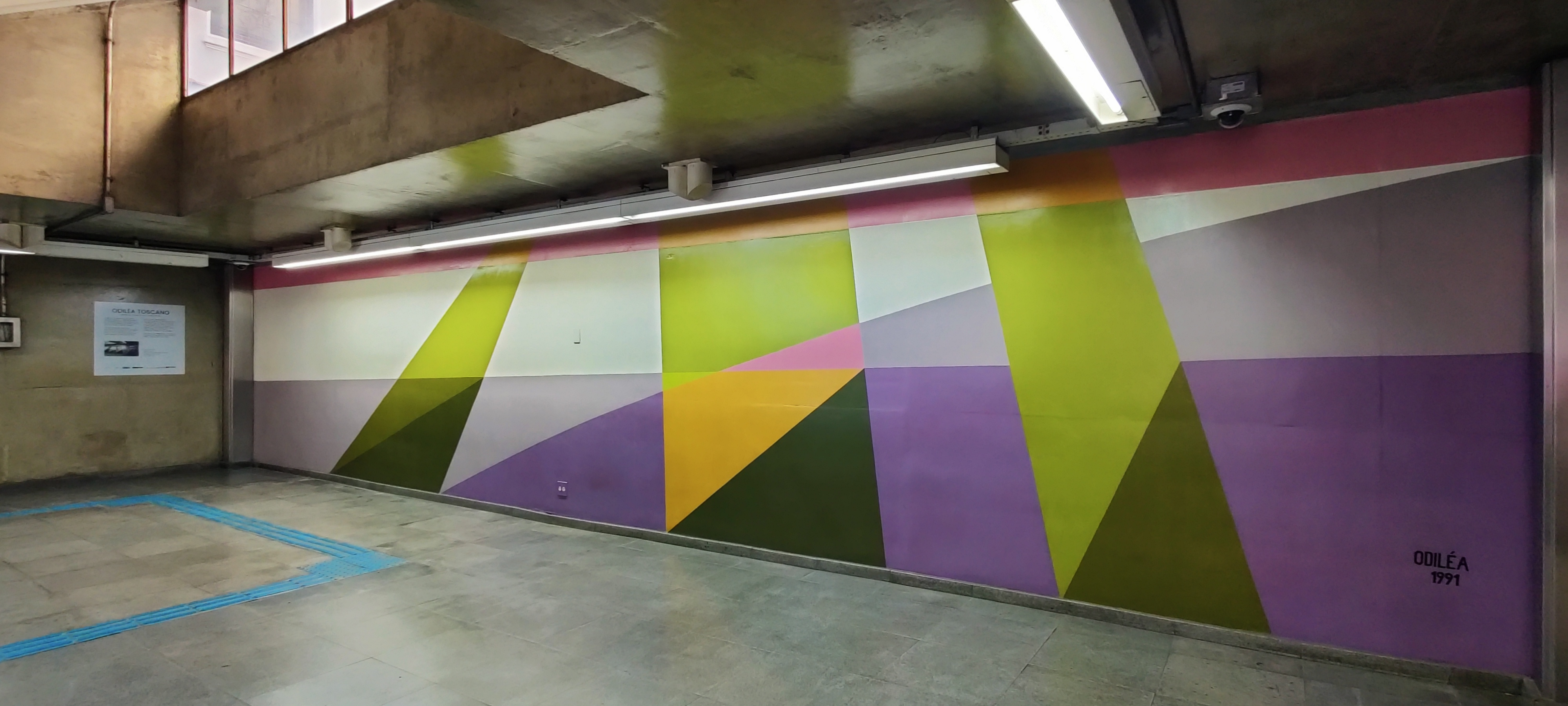
Sem Título (Mural 2) von Odiléa Toscano

## Weblinks

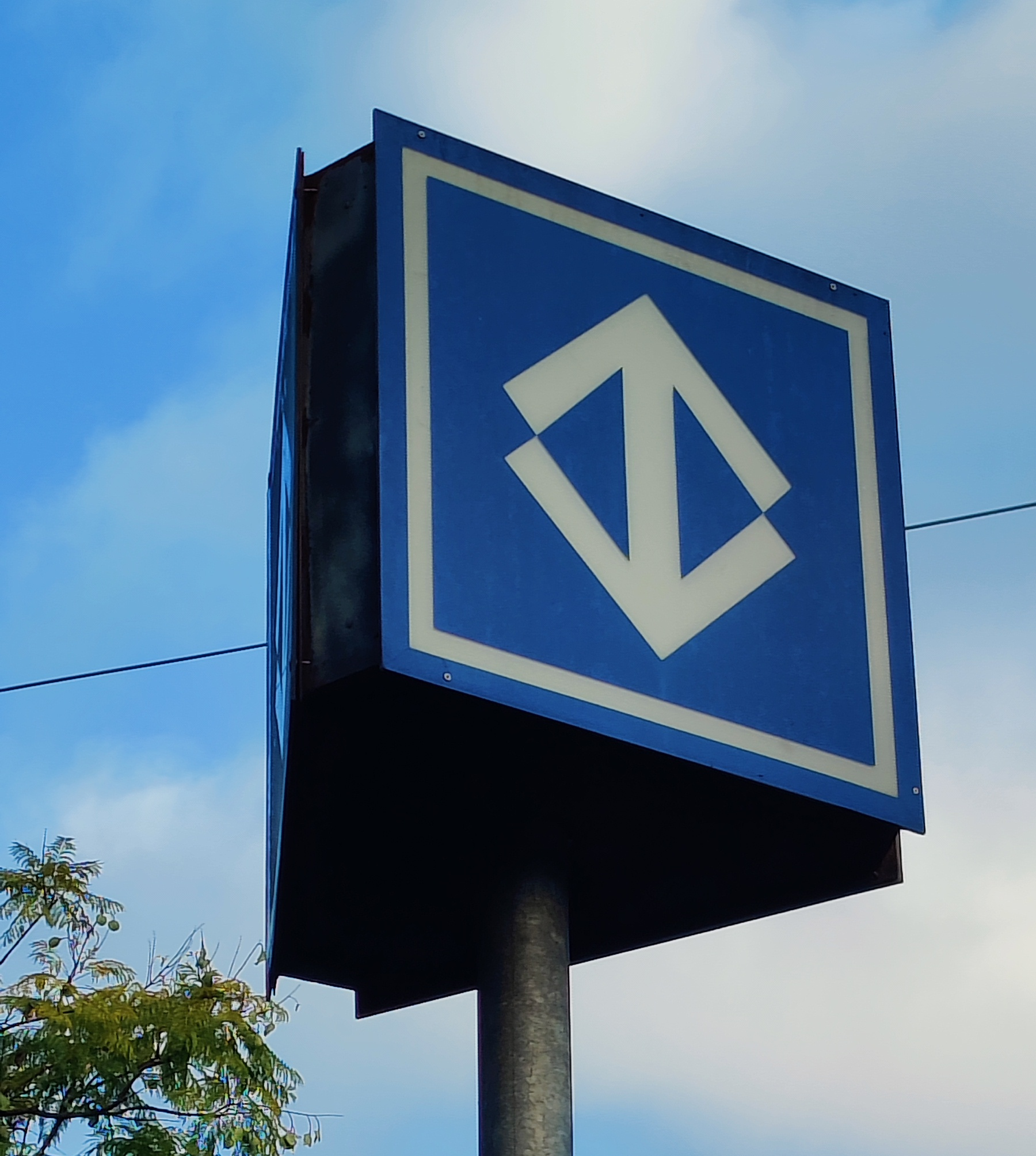
Am U-Bahnhof Paraíso befindet sich eine der letzten aufgeständerten Metrô-Logos; ein Designelement, das inzwischen größtenteils abgebaut worden ist.

## Verlauf
| Linie | Verlauf |
| ----- | --- |
|       | Tucuruvi – Parada Inglesa – Jardim São Paulo–Ayrton Senna – Santana – Carandiru – Portuguesa–Tietê – Armênia – Tiradentes – Luz – São Bento – Sé – Japão–Liberdade – São Joaquim – Vergueiro – Paraíso – Ana Rosa – Vila Mariana – Santa Cruz – Praça da Árvore – Saúde – São Judas – Conceição – Jabaquara |
|       | Vila Madalena – Sumaré – Clínicas – Consolação – Trianon–Masp – Brigadeiro – Paraíso – Ana Rosa – Chácara Klabin – Santos–Imigrantes – Alto do Ipiranga – Sacomã – Tamanduateí – Vila Prudente |